# Лернер, Алан Джей
А́лан Джей Ле́рнер (англ. Alan Jay Lerner; 31 августа 1918 — 14 июня 1986) — американский поэт-песенник и либреттист. Известен прежде всего в соавторстве с композитором Фредериком Лоу; вместе они создали такие ставшими классическими бродвейские мюзиклы, как «Бригадун» (1947, их первый большой успех), «Золото Калифорнии» (1951), «Моя прекрасная леди» (1957), «Камелот» (1960) и фильм-мюзикл «Жижи» (1958).
После того, как в 1961 году Фредерик Лоу пережил сердечный приступ, Лернер начал работать с композитором Ричардом Роджерсом. До того же он работал с другим композитором лишь однажды, в 1948 году над мюзиклом Love Life (тоже успешным).
Лернер является автором слов таких знаменитых песен, как «Almost Like Being in Love» (1947), «I Could Have Danced All Night», «On the Street Where You Live» (обе 1956), «If Ever I Would Leave You» (1960), «On a Clear Day You Can See Forever».
В 1971 году Алан Джей Лернер был принят в Зал славы авторов песен.